# Potatiskorv

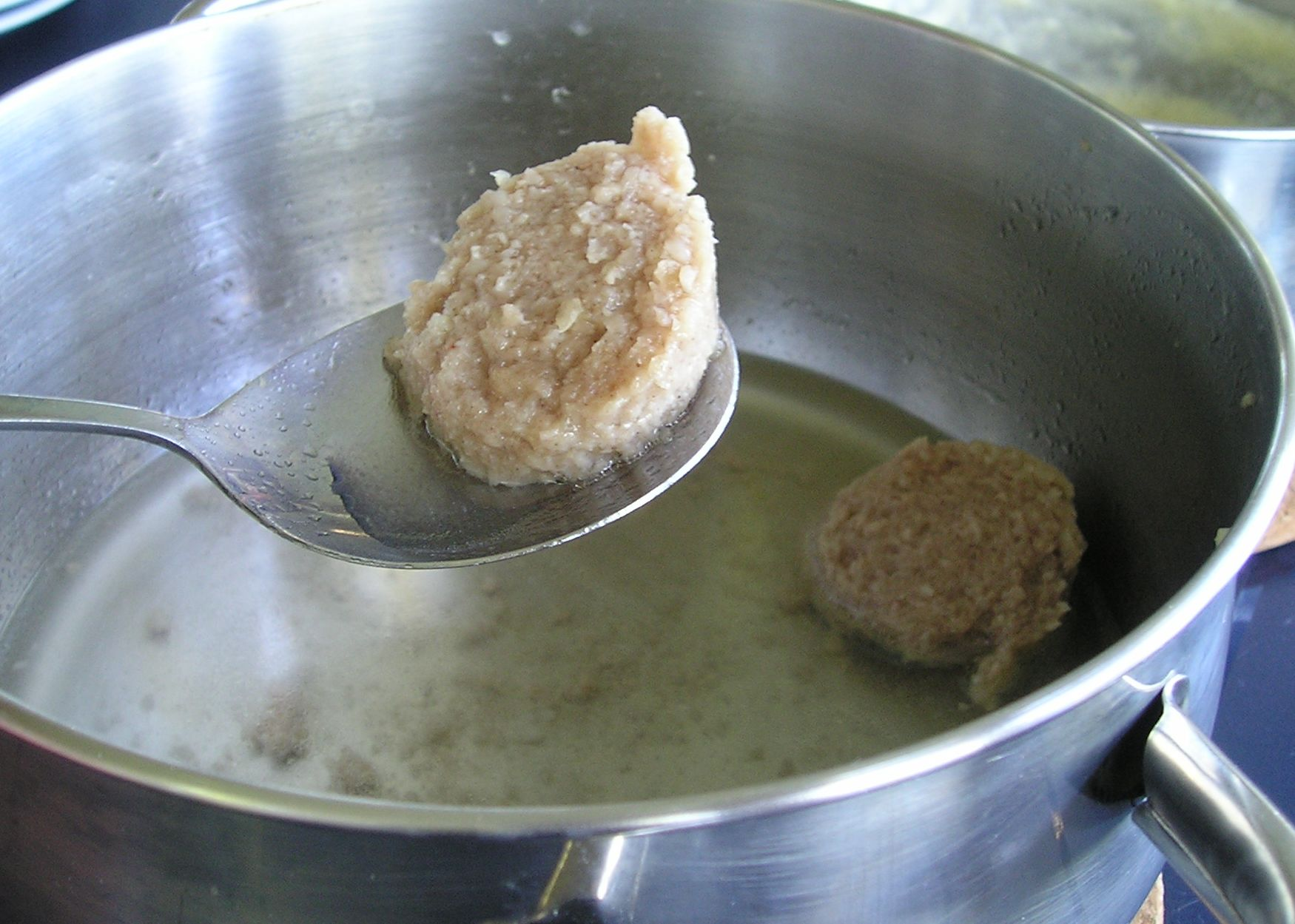
Tranche de potatiskorv.

La potatiskorv (littéralement « saucisse aux pommes de terre ») est une spécialité régionale de saucisse originaire du Värmland (Suède), à base de viande hachée de porc et de bœuf, d'oignons et de pommes de terre. La potatiskorv est un mets servi traditionnellement chaud à Noël dans le Värmland, mais qui est aussi souvent consommé, froid ou chaud, le reste de l'année.
La recette de base comprend une proportion relativement faible (30 %) de viande, moitié porc et moitié bœuf, et environ deux tiers de pommes de terre. c'est une saucisse non fumée, généralement vendue mi-cuite.
Dans certaines parties du Småland, on trouve aussi une saucisse locale connue sous le nom de potatiskorv, et mentionnée par Astrid Lindgren dans un livre pour enfants, Emil i Lönneberga (Zozo la tornade en traduction française). Toutefois, cette saucisse ne contient pas de bœuf, mais uniquement du porc et des pommes de terre.

## Terminologie
Potatiskorv est le nom de cette saucisse dans certaines parties du Värmland, mais ce terme est inconnu dans le reste de la Suède, où il est supplanté par le terme värmlandskorv (saucisse du Värmland), terme bien connu dans tout le pays, où ces saucisses se vendent à Noël au profit des habitants du Värmland.
Aux États-Unis, potatiskorv (généralement écrit en deux mots : potatis korv) est le nom qui est resté chez les Américains qui ont des racines suédoises.